# Yebes
Yebes – gmina w Hiszpanii, w prowincji Guadalajara, w Kastylii-La Mancha, o powierzchni 17,4 km². W 2011 roku gmina liczyła 2177 mieszkańców.